# 헤더 맥레이
헤더 맥레이(Heather MacRae, 1946년 10월 5일 ~ )는 미국의 배우이다.
뉴욕에서 태어났다.

## 출연 작품

### 영화
- 누가 그래 내가 무지개를 타지 못한다고 (1971) - 본인 역
- 당신이 섹스에 대해 알고 싶었던 모든 것 (1972)
- 대야망 (1973)
- 스타 만들기 (1993)
- 이름 뒤에 숨은 사랑 (2006)
- 조브리아스 A.D. (2012, Jobriath A.D.) - 본인 (다큐멘터리)

### 텔레비전
- The David Frost Show (1969-71)
- 성범죄수사대: SVU (2001-02)